# Otfried Cheong
Otfried Cheong (nascido Otfried Schwarzkopf) é um geômetra computacional alemão que trabalha no KAIST, Coreia do Sul. É conhecido como um dos autores do amplamente utilizado livro de geometria computacional Computational Geometry: Algorithms and Applications (com Mark de Berg, Marc van Kreveld e Mark Overmars) e como desenvolvedor do Ipe, um editor de gráficos vetoriais.
Cheong obteve um doutorado na Universidade Livre de Berlim em 1992, orientado por Helmut Alt. Começou atrabalhar no KAIST em 2005, após ter trabalhado previamente na Universidade de Utrecht, Universidade de Ciência e Tecnologia de Pohang, Universidade de Ciência e Tecnologia de Hong Kong e Universidade Tecnológica de Eindhoven. Cheong foi co-cadetrático do Symposium on Computational Geometry em 2006, com Nina Amenta. Em 2017 foi distinguido pela Association for Computing Machinery como um Distinguished Scientist.